# Angels & Devils (Fuel)
Angels & Devils è il quarto album in studio del gruppo musicale statunitense Fuel, pubblicato il 7 agosto 2007.

## Tracce
1. Gone – 3:55
2. I Should Have Told You – 3:52
3. Forever – 3:42
4. Wasted Time (G-Mix) – 4:11
5. Leave the Memories Alone – 3:57
6. Mess – 0:13
7. Not This Time – 3:32
8. Scars in the Making – 3:25
9. Hangin' Round – 3:48
10. Again – 3:57
11. Halos of the Son – 3:29
12. Angels Take a Soul – 3:47
13. Wasted Time (S-Mix) – 4:16

### Tracce bonus di iTunes
1. Shimmer (Live Acoustic) – 3:23
2. Hemorrhage (In My Hands) (Live Acoustic) – 3:56
3. Falls On Me (Live Acoustic) – 4:11
4. Forever (Live Acoustic) – 3:43